# Åminne södra
Åminne södra  är en bebyggelse söder om Åminne i Gotlands kommun.  Bebyggelsen klassades  vid avgränsningen 2020 som en separat småort.